# Dana Velďáková
Dana Velďáková (* 3. června 1981, Rožňava) je slovenská atletka, trojskokanka. Mezi její největší úspěchy patří bronzová medaile z halového mistrovství Evropy 2009 v Turíně a stříbro ze světové letní univerziády 2007 z Bangkoku.

## Kariéra
V roce 2000 získala bronzovou medaili na mistrovství světa juniorů v Santiagu. Na stejné atletické akci soutěžila i v dálce, kde skončila čtvrtá. Na letních olympijských hrách v Pekingu nezaznamenala v kvalifikaci ani jeden úspěšný pokus a do finále nepostoupila, stejně jako její sestra Jana, která měla v dálkařské kvalifikaci rovněž tři neúspěšné pokusy. Na MS v atletice 2009 v Berlíně obsadila ve finále výkonem 14,25 m osmé místo. V roce 2010 obsadila šesté místo na halovém MS v katarském Dauhá a sedmé místo na evropském šampionátu v Barceloně. O rok později vybojovala bronz na halovém ME v Paříži.